# 滕塔马赖库拉姆
滕塔马赖库拉姆（Thenthamaraikulam），是印度泰米尔纳德邦甘尼亚古马里县的一个城镇。总人口11068（2001年）。

## 人口
该地2001年总人口11068人，其中男性5415人，女性5653人；0—6岁人口1136人，其中男584人，女552人；识字率82.24%，其中男性为83.86%，女性为80.68%。